# Operació Moshtarak
L'Operació Moshtarak (Junts en idioma dari) és una ofensiva de la Coalició a la província de Helmand, al sud de l'Afganistan. Aquesta operació es va iniciar el 13 de febrer de 2010, prenent com a teatre d'operacions al districte de Nad Ali i Lashkargah, sent duta a terme per forces de l'Exèrcit Afganès i de l'Exèrcit Britànic amb suport del Cos de Marines i de l'Exèrcit dels Estats Units. Es presumeix que el principal punt d'ofensiva és la província de Marjah.
Van participar un nombre aproximat de 4.000 marines nord-americans, 4.000 soldats britànics i prop de 7.000 elements de diverses nacions com són Afganistan, Canadà, Estònia i Dinamarca. Igualment s'estima que hi ha al voltant de 400 a 1.000 talibans a la zona.

## Antecedents
Segons la BBC l'operació és en contra del terrorisme. Aquesta operació s'ha estat planejant durant setmanes, des de gener de 2010 quan van llançar una ofensiva menor per preparar l'assalt aeri del 13 de febrer.

## 13 de febrer
Cinc soldats nord-americans van morir en explotar un artefacte, igual que un britànic durant els enfrontaments. Així mateix es comptabilitzen almenys 20 talibans morts i 11 capturats.

## 14 de febrer
Un bombardeig de l'OTAN causa la mort de 12 civils en Marjah.

## Significat estratègic
L'operació és coneguda com a Clau de Prova en l'estratègia de la Coalició en contra de la insurrecció Talibà. El Brigadier James Cowan, comandant de les Forces Britàniques en Helmand, creu que marcarà “l'inici de la fi de la insurrecció”, encara que de menys servirà com a prova per conèixer si les forces de l'exèrcit afganès seran capaços de mantenir la pau i seguretat del país.
L'anunci anticipat d'aquesta operació és part de l'estratègia per evitar baixes civils com les ocorregudes en Falluja el 2004. Hores abans de l'ofensiva les tropes de la coalició van llançar missatges que deien: «No deixin entrar als Talibans a la seva casa».

## Nou model de guerra
A aquesta operació se li denomina com d'un Nou Model de Guerra. Oficials de l'OTAN i de l'Afganistan han conformat un gran equip d'administradors afganesos que s'instal·lessin en Marjah després de la batalla, amb més d'1,900 policies. “Tenim al govern en una caixa, llest per desplaçar-se”, afirma el comandant nord-americà Stanley McChrystal. Així mateix la presa de Marjah servirà com a prototip d'una nova operació militar; el govern afganès s'ha compromès a ocupar els nous territoris (anteriorment ocupats pels talibà) i els enginyers militars garantiran el funcionament dels subministraments; aigua i energia.